# Ideal artiniano
En álgebra abstracta, un ideal artiniano, llamado así por Emil Artin , se encuentra en la teoría de los anillos , en particular con los anillos polinomiales . 
Dado un anillo polinomial R = k[ X1, ...  Xn] donde k es un cuerpo, un ideal artiniano es un ideal I en R para el cual la dimensión de Krull del anillo R/I es cociente 0.  Además, menos precisamente, se puede pensar en un ideal artiniano como uno que tiene al menos cada indeterminado en R elevado a una potencia mayor que 0 como generador. 
Si un ideal no es artiniano, se puede tomar el cierre artiniano de la siguiente manera. Primero, tómese el mínimo común múltiplo de los generadores del ideal. Luego, agréguese al grupo generador del ideal cada indeterminado del mínimo común múltiplo con su potencia elevada en 1 si la potencia no es 0 para empezar. A continuación se muestra un ejemplo.

## Ejemplos
Escójanse {\displaystyle R=k[x,y,z]} y {\displaystyle I=(x^{2},y^{5},z^{4}),\;J=(x^{3},y^{2},z^{6},x^{2}yz^{4},yz^{3})} y{\displaystyle \displaystyle {K=(x^{3},y^{4},x^{2}z^{7})}}. Aquí, {\displaystyle \displaystyle {I}} y {\displaystyle \displaystyle {J}} son ideales artinianos, pero {\displaystyle \displaystyle {K}} no porque en {\displaystyle \displaystyle {K}}, el indetermindado {\displaystyle \displaystyle {z}} no aparece solo a una potencia como un generador.
Para tomar el cierre artiniano de {\displaystyle \displaystyle {K}}, {\displaystyle \displaystyle {\hat {K}}}, se deternina el MCM de los generadores de {\displaystyle \displaystyle {K}}, que son {\displaystyle \displaystyle {x^{3}y^{4}z^{7}}}. Luego, se suman los generadores {\displaystyle \displaystyle {x^{4},y^{5}}}, y {\displaystyle \displaystyle {z^{8}}} a {\displaystyle \displaystyle {K}}, y se simplifica. Así, se obtiene {\displaystyle \displaystyle {\hat {K}}=(x^{3},y^{4},z^{8},x^{2}z^{7})} que es artiniano.